# Karlheinz Senghas
Karlheinz Senghas ( 7 de abril de 1928, Stuttgart - 4 de febrero de 2004) fue un botánico y orquidófilo alemán, de fama mundial.
Era el mayor de dos hermanos. Concurrió a la Escuela primaria en su ciudad natal. Se mudan a Mannheim pues su padre fue transferido para servir como soldado. Y él a los 17, fue hecho conscripto para servir como Luftwaffenhelfer. El joven soldado aún siguió educándose en el frente, intensamente como fue posible durante tan difíciles épocas. Pasada la guerra, calificó para entrar a la universidad, estudiando Biología en Heidelberg, hasta exitosament doctorarse con el Profesor Werner Rauh. Luego Rauh lo contrató en su primer cargo profesional en el "Instituto Botánico de Heidelberg". Y esa cooperación científica de ambos botánicos duró más de tres décadas, aún más allá de jubilados.
En diciembre de 1956, se casa con Irmgard, teniendo tres hijos.
Desde 1960, Senghas fue curador y director científico del JB Heidelberg, hasta su retiro en 1993. Rauh lo persuade de responsabilizarse de la "Sección Orquídeas" en 1960. Rauh estaba persuadido que una sola colección no servía en estudios científicos, por lo que condujo varias colecciones al mismo tiempo. Y en 1960 había 400 spp.; a su retiro en 1993: 6.000
Ascendió hasta Director Académico del "Jardín botánico de la Universidad de Heidelberg.
Participó de numerosas sociedades científicas:
- presidente de "Deutsche Orchideen-Geschellschaft", de 1976 a 1978; y contribuyendo a su Manual "Die Orchidee" coiniciador de las tarjetas archivables, publicánodse desde 1976 a hoy
- coorganizador de la 8.ª World Orchid Conference, de 1975, Frankfurt/Main
- Catedrático de 1974 a 1999, del "Grupo Local Deutsche Orchideen-Gesellschaft Kurpfalz", reunidos mensualmente en Mannheim

## Algunas publicaciones
- Senghas, K. 1993. Orchideen /Orchids. Pflanzen der Extreme, Gegensätze und Superlative /Plants of Extremes, Contrasts, and Superlatives. Ed. Blackwell Science Ltd. ISBN 3-489-64024-1

- von Otto, S; J Fitschen; K Senghas; S Seybold. 2000. Flora von Deutschland und angrenzender Länder (Gebundene Ausgabe). ISBN 3-494-01252-0

### Colaboraciones en volúmenes
- "Die Orchideen". 1953 + 17 años. 4 vols. + 1 vol. registro Manual para botánicos, científicos, orquideólogos, empresarios.
- "Schmeil-Fitschen - Flora von Deutschland und angrenzender Länder". 1960 + 40 años

## Honores

### Eponimia
Géneros de orquídeas
- Senghasia
- Senghasiella
- un complejo híbrido Senghasara
- un híbrido Paphiopedilum: Paphiopedilum roebellini × Vanguard,  Hilmar Doll

Especies
- (Orchidaceae) Coryanthes senghasiana G.Gerlach[1]

- (Orchidaceae) Masdevallia senghasiana Luer[2]

- La abreviatura «Senghas» se emplea para indicar a Karlheinz Senghas como autoridad en la descripción y clasificación científica de los vegetales.[3]